# سيتوكسيماب
سيتوكسيماب هو جسم مضاد وحيد النسيلة يثبط عامل نمو مستقبلات البشرة يستخدم في علاج سرطان القولون النقيلي وسرطان الرأس والعنق.
ينتج تحت اسم تجاري هو إربيتوكس (Erbitux)، وتسوقه برستول مايرز سكويب وشركة إيلي ليلي.